# Erpetogomphus sipedon
Erpetogomphus sipedon es una libélula de la familia de las libélulas topo (Gomphidae). Es una especie endémica de México. Fue descrita por Calvert en el año de 19051.

## Clasificación y descripción
Erpetogomphus es un género de libélulas principalmente neotropicales que se distribuyen desde el noroeste de Canadá hasta Colombia y Venezuela1. El género está compuesto por 23 especies descritas, 18 de las cuales se encuentran en México, y de éstas, siete son endémicas: Erpetogomphus agkistrodon, E. boa, E. cophias, E. erici, E. liopeltis, E. sipedon y E. viperinus1,2. Erpetogomphus es el grupo hermano de Ophiogomphus y juntos forman la subfamilia Onychogomphinae1.
Los machos de E. sipedon son muy similares a los de E. heterodon, pero son fácilmente distinguibles por la estructura del pene y los cercos, La cornua en E. sipedon tiene un lóbulo medial, misma que está ausente en E. heterodon, y la punta de los cercos en E. sipedon es delgada y finamente atenuada, no robusta y corta como en E. heterodon1.

## Distribución
Vive en los Estados de Durango, Guanajuato, Jalisco, Estado de México, Morelos, Nayarit y Puebla, en México1,3.

## Hábitat
Los adultos generalmente se encuentran en la vegetación herbácea cerca de ríos insolados, desde los 1000 hasta los 2100 m s. n. m.1.

## Estado de conservación
En México no se encuentra en ninguna categoría de riesgo. La Lista Roja de la IUCN (International Union for Conservation of Nature) la tiene catalogada como una especie de preocupación menor (Least Concern: LC)4.